# Brian Desmond Hurst
Pour les articles homonymes, voir Hurst.
Brian Desmond Hurst est un réalisateur, scénariste et producteur irlandais né le 12 février 1900 à Castle Reagh (Irlande), mort le 26 septembre 1986 à Londres (Royaume-Uni).

## Filmographie

### Comme réalisateur
- 1934 : The Tell-Tale Heart
- 1934 : Irish Hearts
- 1935 : Riders to the Sea
- 1936 : Sensation
- 1936 : Ourselves Alone
- 1936 : The Tenth Man
- 1937 : Glamorous Night
- 1938 : Prison Without Bars
- 1939 : The Lion Has Wings
- 1939 : Cette nuit-là (en) (On the Night of the Fire)
- 1940 : A Call for Arms (en) (court-métrage de propagande)
- 1941 : Le Concerto de Varsovie (en) (Dangerous Moonlight)
- 1942 : A Letter from Ulster (en)
- 1942 : Alibi
- 1944 : The Hundred Pound Window
- 1944 : On Approval (en)
- 1946 : La gloire est à eux (en) (Theirs Is the Glory)
- 1947 : The Mark of Cain
- 1947 : Les Monts brûlés (en) (Hungry Hill)
- 1949 : Ma gaie lady (Trottie True)
- 1951 : Scrooge
- 1953 : Tonnerre sur Malte (Malta Story)
- 1955 : Simba
- 1956 : Le Secret des tentes noires (The Black Tent)
- 1958 : Le Prisonnier du Temple (Dangerous Exile)
- 1958 : Behind the Mask
- 1961 : His and Hers
- 1962 : Playboy of the Western World

### Comme scénariste
- 1934 : Irish Hearts
- 1940 : On the Night of the Fire
- 1962 : Playboy of the Western World

### Comme producteur
- 1951 : Tom Brown's Schooldays
- 1951 : Scrooge